# Sprung (Gerätturnen)

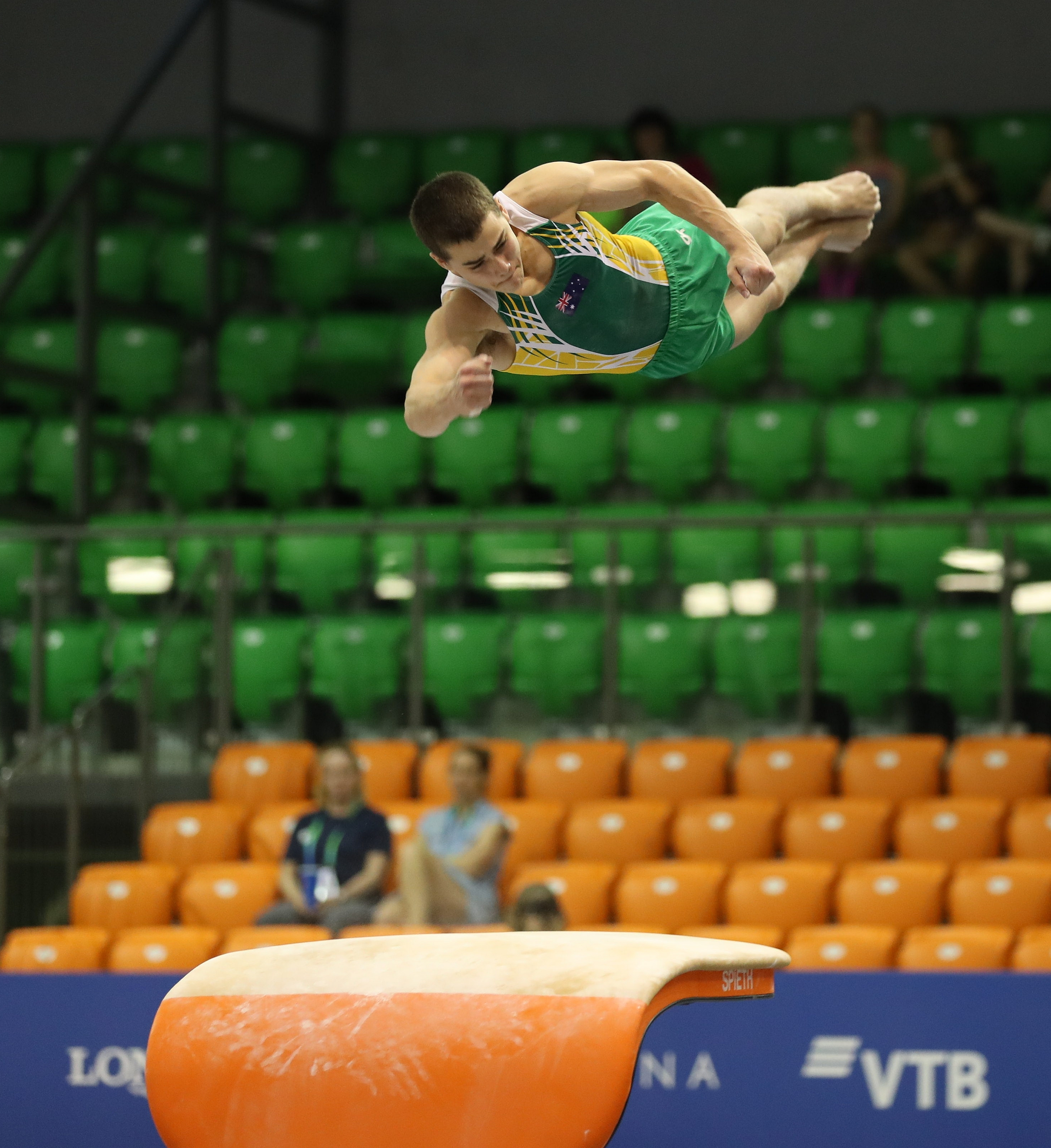
Turner beim Verlassen des Sprungtischs

Beim Sprung handelt es sich um eine Disziplin des Kunst- und Gerätturnens, die traditionell am Sprungpferd durchgeführt wurde. Seit den Kunstturn-Weltmeisterschaften 2001 im belgischen Gent wurde dieses jedoch durch den Sprungtisch ersetzt.

## Übung
Die Aufgabe besteht darin, das Gerät in bestimmten vorgegebenen Formen zu überqueren, nachdem von einem Sprungbrett abgesprungen wurde. Dazu ist ein Anlauf von max. 25 m erlaubt. Das Abdrücken vom Gerät muss mit den Händen erfolgen. Die verschiedenen Sprungarten haben traditionell unterschiedliche Namen, so heißt beispielsweise der Sprung mit angezogenen Beinen über das Gerät eine Hocke.
Die Frauen dürfen im Mehrkampf ihren Sprung zweimal präsentieren, wovon nur der besser bewertete in die Mehrkampfwertung eingeht. Die Männer haben im Mehrkampf nur einen Versuch. In den jeweiligen Gerätefinalen müssen Frauen wie Männer zwei Sprünge aus verschiedenen Sprunggruppen (beispielsweise Überschläge oder Radwenden) zeigen, deren Wertungen dann gemittelt werden.

## Sprungpferd bzw. Sprungtisch

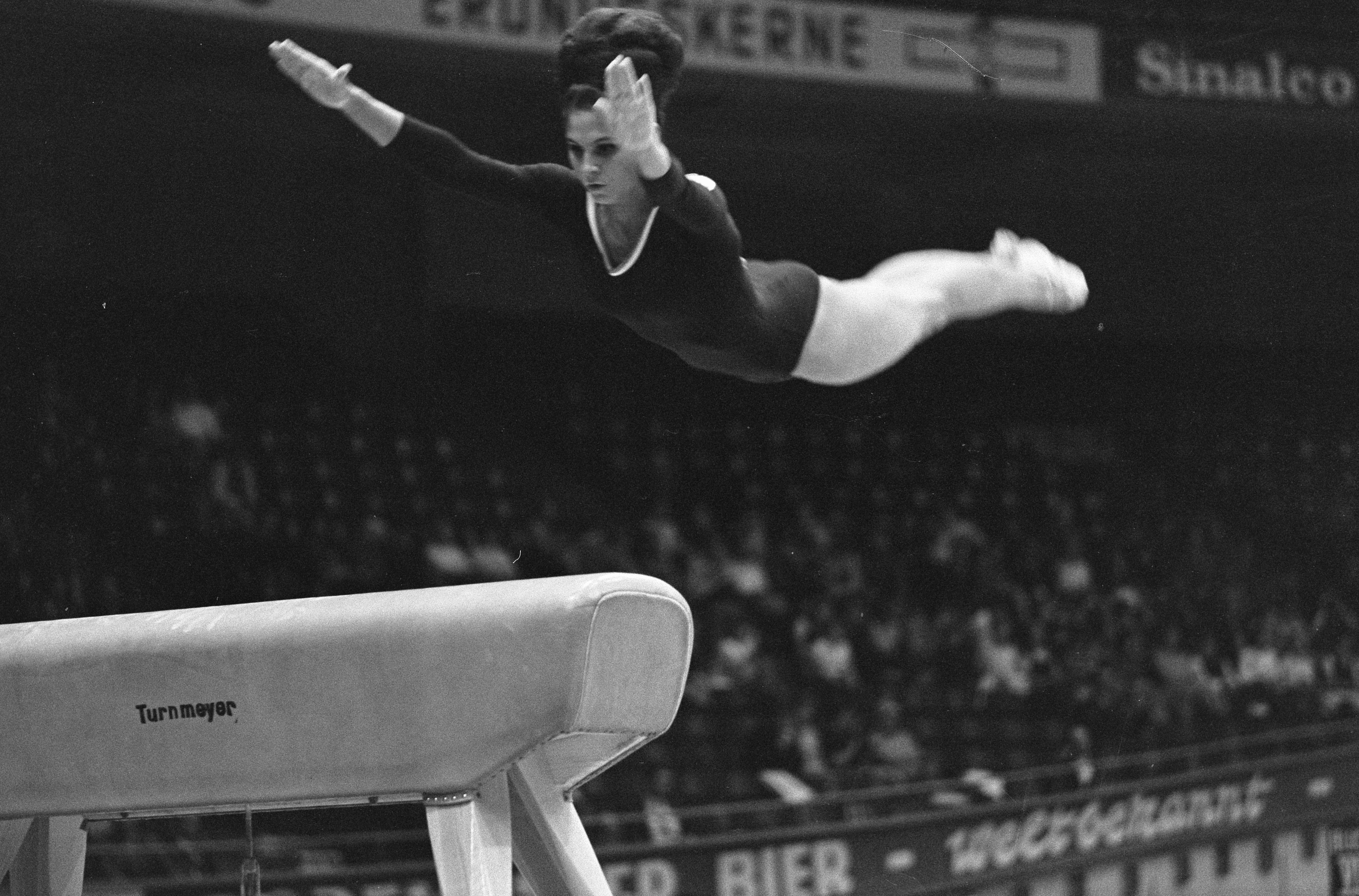
Sprung am klassischen Pferd bei der WM 1966 in Dortmund

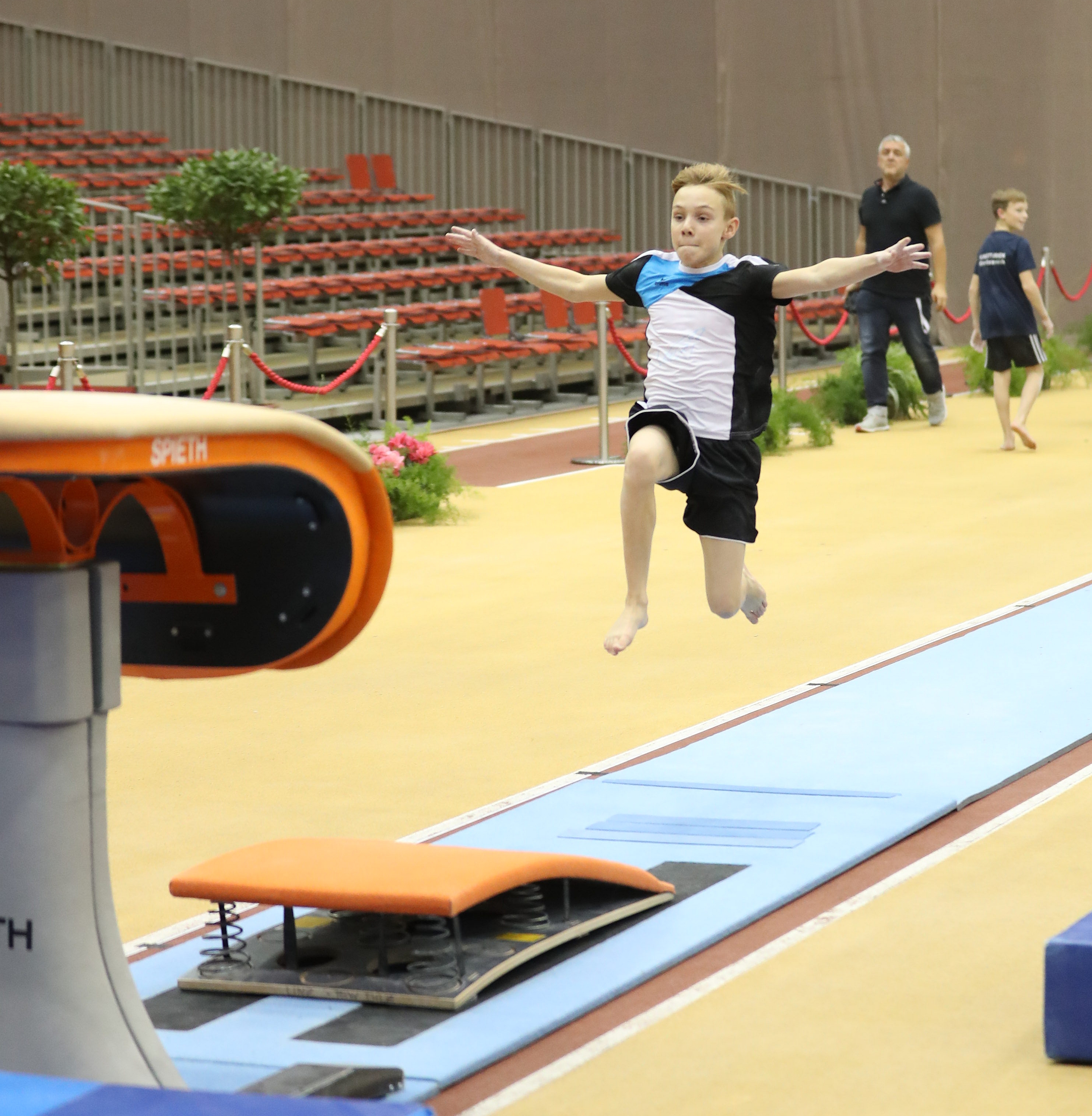
Jugendturner beim Ansprung auf das Sprungbrett vor dem Sprungtisch

Das Sprungpferd ist 160 cm lang und 35 cm breit und mit einem ledrigen Stoff überzogen. Frauen mussten das Pferd in Querrichtung und 120 cm Höhe, Männer hingegen in Längsrichtung und 135 cm Höhe überqueren. 
Der Sprungtisch ist 95 cm breit und 120 cm lang. Die Höhe des Gerätes wurde bei den Frauen auf 125 cm angehoben, bei den Männern blieben es 135 cm. Eine Unterscheidung zwischen Quer- und Längsaufstellung bei Frauen und Männern gibt es nicht mehr.
Der Sprungtisch bietet gegenüber dem Sprungpferd mehrere Vorteile:
- Die Stützfläche ist leicht aufwärts geneigt, womit es für die Turnerin bzw. den Turner leichter ist, die Anlaufgeschwindigkeit in Höhe umzulenken.
- Der Sprungtisch hat eine (meistens als Blattfeder ausgeführte) Federung, die der Athletin bzw. dem Athleten ein besseres Abdrücken ermöglicht.
- Die Stützfläche ist viel breiter, was einen sichereren Stütz erlaubt.
- Bei gleichzeitigen weiblichen und männlichen Wettkämpfen muss das Gerät nur noch in der Höhe verstellt und nicht mehr komplett umgebaut werden (Drehen des Pferdes um 90°, Korrigieren der Anlaufbahn).
- Die Verletzungsgefahr bei verweigerten Sprüngen oder durch Abrutschen vom Sprungbrett ist deutlich geringer, da man auf eine gepolsterte, nachgebende Fläche trifft.

## Bewertung
Nach den neuen Wertungsvorschriften (Code de Pointage, Ausgabe 2017) setzt sich die Bewertung aus zwei Bestandteilen zusammen:
1. Die Wertigkeit bzw. Schwierigkeit des Sprunges: jedem Sprung ist ein Wert zwischen 2,0 und aktuell 7,2 Punkten zugeordnet. Zum Beispiel hat ein Handstützüberschlag einen Wert von 3,0 Punkten, ein Handstützüberschlag mit anschließendem gebücktem Doppelsalto einen Wert von 7,0 Punkten.
2. Die Ausführung des Sprunges: ausgehend von 10,0 Punkten werden Punktabzüge für eventuelle technische Fehler oder Haltungsfehler vorgenommen.

Bis zum Jahre 2000 wurden für mangelnde Weite des Fluges nach dem Abdrücken vom Gerät (weniger als 2,5 m) Punktabzüge vorgenommen. Im aktuellen Kunstturnen wird die Weite nicht mehr bewertet. Hier wird hingegen auf eine deutliche Steigphase des Körperschwerpunktes nach dem Handabdruck Wert gelegt.

## Olympiasieger im Sprung

### Männer
- 1896:  Carl Schuhmann
- 1924:  Frank Kriz
- 1928:  Eugen Mack
- 1932:  Savino Guglielmetti
- 1936:  Alfred Schwarzmann
- 1948:  Paavo Aaltonen
- 1952:  Wiktor Tschukarin
- 1956:  Helmut Bantz und  Walentin Muratow
- 1960:  Takashi Ono und  Boris Schachlin
- 1964:  Haruhiro Yamashita
- 1968:  Michail Woronin
- 1972:  Klaus Köste
- 1976:  Nikolai Andrianow
- 1980:  Nikolai Andrianow
- 1984:  Lou Yun
- 1988:  Lou Yun
- 1992:  Witali Schtscherbo
- 1996:  Alexei Nemow
- 2000:  Gervasio Deferr
- 2004:  Gervasio Deferr
- 2008:  Leszek Blanik
- 2012:  Yang Hak-seon
- 2016:  Ri Se-gwang
- 2020:  Shin Jea-hwan
- 2024:  Carlos Yulo

### Frauen
- 1952:  Jekaterina Kalintschuk
- 1956:  Larissa Latynina
- 1960:  Margarita Nikolajewa
- 1964:  Věra Čáslavská
- 1968:  Věra Čáslavská
- 1972:  Karin Janz
- 1976:  Nelli Kim
- 1980:  Natalja Schaposchnikowa
- 1984:  Ecaterina Szabó
- 1988:  Swjatlana Bahinskaja
- 1992:  Henrietta Ónodi
- 1996:  Simona Amânar
- 2000:  Jelena Samolodtschikowa
- 2004:  Monica Roșu
- 2008:  Hong Un Jong
- 2012:  Sandra Izbașa
- 2016:  Simone Biles
- 2020:  Rebeca Andrade
- 2024:  Simone Biles